# تکوچ
شهر تکوچ (به رومانیایی: Tecuci) در شهرستان گلتس در کشور رومانی واقع شده‌است. جمعیت این شهر ۴۲٬۰۱۲ نفر  است.